# Hermann Krallmann
Hermann Krallmann (* 11. November 1945 in Papenburg) ist ein deutscher Hochschullehrer. Er war von 1980 bis März 2014 Professor des Fachgebiets Systemanalyse und EDV in der Fakultät IV Elektrotechnik und Informatik an der Technischen Universität Berlin.

## Leben
Hermann Krallmann studierte bis 1971 Ingenieurwissenschaften mit der Fachrichtung Regelungstechnik an der TH Darmstadt und promovierte vier Jahre später an der Universität Mannheim zum Dr. rer. pol. Von 1972 bis 1980 war er als wissenschaftlicher Mitarbeiter am Rechenzentrum und am Lehrstuhl für Allgemeine Betriebswirtschaftslehre und Industrie an der Universität Mannheim tätig.
Seit 1980 war er Inhaber des Lehrstuhls für Systemanalyse und EDV an der TU Berlin. 1988 gründet er die UBIS Unternehmensberatung für integrierte Systeme GmbH (später UBIS AG) in Berlin und war von 1988 bis 1991 Geschäftsführer des Instituts für Management und Technologie (IMT) Berlin. Am 1. April 2014 wurde er emeritiert. Im November 2006 gründete er die KRALLMANN AG, in deren Aufsichtsrat er den Vorsitz innehat.
Der Forschungs- und Arbeitsschwerpunkt von Krallmann umfasst Business Intelligence, CRM, agentenorientierte Technologien, E-Business, Enterprise Architecture Management, Application Portfolio Management (APM), Qualitäts- und Testmanagement, Business Process Management (BPM), Prozess- und Kostenoptimierung und e-Healthcare sowie das Wissensmanagement. Darüber hinaus ist er als Berater diverser Vorstände von Unternehmen aktiv.
Krallmann ist Autor und Herausgeber von Veröffentlichungen, Zeitschriften, Fachbüchern und Buchbeiträgen.

## Aktivitäten und Ehrenämter
- Sprecher des Fachbereichs 5 Informatik in der Wirtschaft der Gesellschaft für Informatik (1988–1991)
- Sprecher des Fachausschusses Büroinformations- und Kommunikationssysteme der Gesellschaft für Informatik (seit 1986)
- seit Beginn 1991 Sprecher des wissenschaftlichen Leitungsgremiums des fachbereichsübergreifenden Forschungsschwerpunktes TUBKOM, TU Berlin
- Mitglied der Deutschen Gesellschaft für Operation Research (DGOR)
- Mitglied der Gesellschaft für Wirtschafts- und Sozialkybernetik (GWS)
- Vice President der System Dynamics Society
- Mitglied des Verbands der Hochschullehrer für Betriebswirtschaft

## Publikationen
- Krallmann, Zapp: Bausteine einer vernetzten Verwaltung – Prozessorientierung – Open Government – Cloud Computing – Cybersecurity. Erich Schmidt Verlag Berlin 2012, ISBN 3-503-13878-1
- Krallmann, Schönherr, Trier: Systemanalyse im Unternehmen – Prozessorientierte Methoden der Wirtschaftsinformatik. Oldenbourg Wissenschaftsverlag GmbH München 2007, ISBN 3-486-58446-4
- Karagiannis, Rieger: Herausforderungen in der Wirtschaftsinformatik – Festschrift für Hermann Krallmann. Springer-Verlag Berlin, Heidelberg 2006, ISBN 3-540-28906-2